# Boesses (geslacht)
Boesses was een geslacht dat enkele militairen en een burgemeester voortbracht en eind 19de eeuw uitstierf. De stamvader van de familie valt te herleiden tot Gerbrand Boesses, die leefde aan het begin van de 17de eeuw. Het geslacht Boesses werd eind 19de eeuw opgenomen in het Stam- en Wapenboek van A.A. Vorsterman van Oijen.

## Enkele telgen
- Adriaan Boesses (1636-1717) luitenant.
  - Vincent Boesses (1718-1750) ritmeester.
    - Pieter Olof Boesses (1747-1826) kapitein effectief, grootmajoor van Heusden, luitenant-kolonel der infanterie.
      - Adriaan Boesses (1742-1808) Heer van Leeuwen en Puyflyck, ging in 1759 naar Nederlands-Indië, werd in 1784 lid van de raad in Indië, in 1789 burgemeester van Haarlem.  
        - Hendrik Vincent Boesses (1810-?) kapitein der infanterie, was de laatste mannelijke afstammeling van het geslacht Boesses.